# Первый дома
«Первый дома» — новогодний музыкальный фильм, вышедший в эфир на «Первом канале» в ночь с 31 декабря 2006 года на 1 января 2007 года. Главной темой фильма является празднование Нового года. В 2006 году «Первый канал» также показал стране мюзикл «Первый скорый». В ночь на 2011 год был показан на «Пятом канале» вместе с проектом «Первый скорый». Повторно был показан на «Первом канале» 31 декабря 2015 года в 11:25, впервые в формате HD.

## Сюжет
Известные актёры и телеведущие Николай Фоменко и Иван Ургант хотят встретить праздник тихо и спокойно, но, заблудившись, попадают в заколдованный дом, который не выпускает их до тех пор, пока герои не поверят в Новый год, настоящую сказку и чудо, погружаясь в атмосферу популярных фильмов.

## Песни
1. Все звёзды — Если с высоты летящий снег увидел ты… (Базовая мелодия: Army Of Lovers — La plage de Saint Tropez)
2. Максим Галкин — Кого я вижу? Вот это визит! (Базовая мелодия: Liza Minnelli — Cabaret)
3. София Ротару — Дожди (из репертуара Игоря Корнелюка)[11]
4. Сосо Павлиашвили — Разговор со счастьем (Песня из фильма «Иван Васильевич меняет профессию», оригинальное исполнение: Валерий Золотухин)
5. Группа «Фабрика» — Будь со мной (из репертуара Жанны Агузаровой и группы «Браво»)
6. Валерий Меладзе — Под снегом (Базовая мелодия: Domenico Modugno — Volare)
7. Кристина Орбакайте — Джонни (Базовая мелодия: Vaya Con Dios — Johnny)
8. Группа «Любэ» — Губит людей не пиво (Песня из фильма «Не может быть!», оригинальное исполнение: Вячеслав Невинный)
9. ВИА Гра — Лей, дождь мечты (Базовая мелодия: The Weather Girls — It's Raining Men)
10. Группа «Иванушки International» — Так уж бывает (из репертуара Эдиты Пьехи)
11. Людмила Гурченко — Встреч… Ах, сколько было встреч (Базовая мелодия: Astor Piazzolla — Libertango)
12. Николай Фоменко — Песня про зайцев (Песня из фильма «Бриллиантовая рука», оригинальное исполнение: Юрий Никулин)[12]
13. Жанна Фриске — Одна снежинка (из репертуара Нины Бродской)
14. Дуэт «Чай вдвоём» — Может быть и в самом деле… (Базовая мелодия: Juanes — La Camisa Negra)
15. Дима Билан и Лариса Долина — Ты мне спой (Базовая мелодия: Eros Ramazzotti & Cher — Più Che Puoi)[12]
16. Марат Башаров, Михаил Ефремов, Гоша Куценко — Джентльмены удачи (Мелодия из фильма «Джентльмены удачи»)[12]
17. Анжелика Варум — Я горю с тобою рядом (Базовая мелодия: Maywood — Pasadena)
18. Филипп Киркоров — Во Вселенной нет Александрин (Базовая мелодия: Claude François — Alexandrie, Alexandra)
19. Елена Воробей и Юрий Гальцев — Шахматы (Базовая мелодия: The Shadows — Man of Mystery)
20. Виктория Дайнеко — Сто шагов (Базовая мелодия: Браун, Сэм (певица) — Stop!)
21. Гарик Сукачёв — Ольга
22. Валерия — I Love You Baby (оригинал: Frankie Valli — Can’t Take My Eyes Off You)
23. Группа «Корни» — Стой (Базовая мелодия: Riccardo Fogli — Storie Di Tutti I Giorni)

## Актёры
- Родион Нахапетов — таксист
- Борис Смолкин — продавец телевизоров / алкаш / папа дяди Фёдора
- Дмитрий Шевченко — продавец
- София Ротару — певица из телевизора
- Кристина Орбакайте — певица в кабаке
- Вячеслав Разбегаев — Джонни, мужчина из кабака
- Людмила Иванова — Шура, общественница
- Людмила Гурченко — камео
- Иван Ургант — камео
- Жанна Фриске — певица Жанна с лыжами (аллюзия на маму дяди Фёдора из мультфильма «Зима в Простоквашино»)
- Гарик Сукачёв — геолог
- Валерий Меладзе — певец / мафиози
- Татьяна Арно — девушка мафиози
- Михаил Вассербаум — мафиози-картёжник
- Максим Галкин — конферансье
- Михаил Светин — Фома Остапыч Брыль
- Эммануил Виторган — Виктор Петрович Ковров
- Вера Алентова — Катерина Александровна Тихомирова
- Владимир Меньшов — Георгий Иванович (Гоша)
- Юлия Меньшова — Александра Тихомирова, дочь Катерины[13]
- Светлана Немоляева — жена Гуськова
- Анжелика Варум — певица на площади
- Нина Гребешкова — Надежда Ивановна Горбункова
- Филипп Киркоров — мушкетёр
- Анна Самохина — королева Александрина
- Алексей Федькин — герцог
- Наталья Терехова — прислуга Александрины
- Андрей Григорьев-Апполонов — Шурик
- Карина Разумовская — Лида, студентка / жена геолога
- Кирилл Андреев — Дуб, студент со скрытой рацией
- Олег Яковлев — суеверный студент-картёжник
- Екатерина Стриженова — Катя, прохожая (аллюзия на прохожую из фильма «Джентльмены удачи»)
- Станислав Концевич — картёжник / герцог
- Сосо Павлиашвили — посол (аллюзия на Жоржа Милославского из фильма «Иван Васильевич меняет профессию»)
- ВИА Гра — пираты из игры «Морской бой»
- Юрий Гальцев — милиционер / Аркадий, возлюбленный Паши
- Елена Воробей — напарница милиционера / Паша Строганова
- Ян Цапник — Дима Семицветов / алкаш / дядя Фёдор
- Виктор Бычков — продавец сигарет / алкаш / почтальон Печкин
- Николай Расторгуев — продавец пива
- Виктор Смирнов — Борис Львович, хозяин пивной (аллюзия на директора пивной из фильма «Берегись автомобиля») / Борис Савельевич, метрдотель в ресторане «Плакучая ива»
- Андрей Ургант — профессор
- Семен Фурман — Дед Мороз
- Егор Дружинин — пьяница / Жорж, секретарь Людмилы Гурченко
- Дмитрий Нагиев — прислуга / старик / Павел Задов / Зинаида, мачеха Павла / Василий, отец Павла[14]
- Михаил Ефремов — Фёдор Петрович Ермаков («Косой»)
- Гоша Куценко — Гаврила Петрович Шереметьев («Хмырь»)
- Марат Башаров — Сан Саныч Белый («Доцент») / Василий Алибабаевич
- Игорь Лифанов — Владимир Николаевич Славин
- Владимир Космидайло — придворный
- Александр Карпухов — милиционер, поймавший пьяницу
- Анна Лутцева — пассажирка самолёта со звёздами шоу-бизнеса / девушка Джонни
- Виктория Дайнеко — певица в зимнем саду
- Джулиано Ди Капуа — фотограф